# Bruttonationalprodukt
 "BNP" omdirigeres hertil. For andre betydninger, se BNP (flertydig).
Bruttonationalproduktet (BNP) er et mål for et lands værditilvækst, dvs. værdien af et lands samlede produktion af varer og tjenester minus værdien af de anvendte råstoffer i et bestemt tidsrum, typisk et år. Det er et helt centralt begreb i nationalregnskabet og en af de allervigtigste økonomiske indikatorer. Udviklingen i bruttonationalproduktet er også i centrum, når man debatterer økonomisk vækst, idet der med dette udtryk oftest menes vækst i BNP. BNP per indbygger anvendes ofte som et udtryk for en befolknings velfærd, selvom det af en række forskellige årsager er ret utilstrækkeligt som mål herfor. Økonomer og andre forskere har derfor med udgangspunkt i velfærdsøkonomien forsøgt at udarbejde alternative mål, der bedre kan afspejle befolkningens reelle levestandard .

## Historie
I 1600-tallets England opstillede William Petty og senere Charles Davenant beregninger, der anses som de første forløbere for udarbejdelsen af BNP-regnskaber. Den egentlige ophavsmand bag det moderne BNP-begreb og centrale nationalregnskabsprincipper i det hele taget er dog den senere Nobelpristager i økonomi, den russisk-amerikanske økonom Simon Kuznets, i første omgang i en rapport til den amerikanske kongres i 1937.
Selvom Kuznets selv advarede om, at BNP ikke var særlig velegnet som et mål for samfundets velfærd, blev indikatoren hurtigt meget populær. Især efter Bretton Woods-konferencen i 1944 blev BNP standardmålet til at opsummere tilstanden for et lands økonomi.

## Beregninger
Man kan benytte tre forskellige tilgange til at beregne BNP's størrelse, nemlig produktionstilgangen, anvendelsestilgangen og indkomsttilgangen. Alle tre sammenhænge er definitorisk rigtige og når frem til det samme resultat i nationalregnskabet.
Ifølge produktionstilgangen er BNP lig med værditilvæksten, dvs. værdien af den samlede produktion fratrukket værdien af de anvendte rå- og hjælpestoffer (også betegnet som forbrug i produktionen).
Ifølge anvendelsestilgangen er et lands BNP lig med summen af landets private og offentlige forbrug, investeringer og nettoeksport. Med symboler kan det udtrykkes som den centrale nationalregnskabsligning (også kaldet forsyningsbalancen):
Y = C + G + I + NX.
Ifølge indkomsttilgangen kan BNP opdeles i de samlede indirekte skatter (netto for subsidier), som staten får + samlede lønindkomster + "bruttorestindkomst og blandet indkomst". Denne tilgang ser dermed på den funktionelle indkomstfordeling.
BNP er opgjort i markedspriser, dvs. inklusive alle indirekte skatter (netto). Fratrækker man alle produktskatter (netto), får man bruttoværditilvæksten (BVT), som også udtrykker den samlede værditilvækst, men i basispriser. Fratrækker man yderligere herfra andre produktionsskatter (netto), får man bruttofaktorindkomsten (BFI), som er værditilvæksten opgjort i faktorpriser (dvs. eksklusive alle indirekte skatter (netto)). Ønsker man et udtryk for realvæksten, opnås dette ved at "rense" tallene for inflationen.

## Anvendelse
BNP anvendes ofte som udtryk for størrelsen af et lands økonomi og velstand. Ved sammenligninger af forskellige lande opgøres det ofte i forhold til befolkningens størrelse, altså som BNP pr. indbygger, for at få en meningsfuld sammenligning. FN har opstillet nogle kriterier for opgørelsen af BNP, og da man følger disse i de fleste lande, bliver det muligt at sammenligne de enkelte landes økonomier med hinanden.

## Problemer med BNP som velstands- og velfærdsmål
Selvom BNP ofte bliver brugt som mål for et lands velstands- og velfærdsniveau, er der en række problemer forbundet hermed. Problemerne findes på tre niveauer: For det første findes der ikke tilstrækkelig gode data til, at man præcist kan beregne det, som det er meningen, at BNP skal afspejle, nemlig den indenlandske værditilvækst. For det andet er den indenlandske værditilvækst, selv hvis man kunne beregne den præcist, ikke det bedste mål for indbyggernes realindkomst. For det tredje er realindkomst ikke det samme som velfærd eller nytte, som også afhænger af andre fordele end den rent materielle gennemsnitlige levestandard.

### Beregning af indenlandsk værditilvækst er usikker
Man kan i praksis ikke opgøre værditilvæksten lige godt i alle erhverv og sektorer. Således er det ikke muligt at opgøre markedsværdien af de fleste af de tjenester som f.eks. undervisning og sundhedsydelser, der produceres i den offentlige sektor, da disse typisk ikke sælges til nogen markedspris, men i stedet stilles gratis til rådighed for borgerne. Disse ydelser indgår derfor i stedet i BNP i form af omkostningerne forbundet med dem, især løn til de ansatte. Samtidig indgår en vigtig produktion, nemlig arbejdet i husholdningerne - dvs. gør-det-selv-arbejde som rengøring, madlavning, havearbejde osv. - slet ikke i BNP. Det er f.eks. et problem, når udviklingen i BNP skal vurderes. Den stigende erhvervsfrekvens for kvinder har betydet, at en del tjenester, der tidligere blev varetaget i hjemmene (f.eks. børnepasning), nu indgår i BNP (f.eks. børnepasning i institutioner). Derved overvurderer BNP-væksten den reelle værdiskabelse i økonomien. Det gør også sammenligninger mellem i- og ulande problematiske. Samtidig indgår værdien af aktiviteter som sort arbejde og egentlig kriminalitet kun temmelig skønsmæssigt. Andre tjenester, hvis bidrag til BNP må beregnes på en speciel måde, er ydelser fra pengeinstitutter og handelserhverv samt boligtjenester fra ejerboliger (lejeværdien).

### Indenlandsk værditilvækst er ikke det bedste mål for indbyggernes realindkomst
Samtidig er BNP ikke det bedste mål for den indkomst, som befolkningen i et land tjener, idet det ikke medtager (netto)indkomst fra udlandet (f.eks. renteindtægter fra formue placeret i udlandet), der i nogle tilfælde kan være betydelig. Det gør derimod det beslægtede begreb bruttonationalindkomsten (BNI). For et land som Danmark, der har en positiv udlandsformue, som danskerne løbende modtager renteindtægter og udbytter fra, er bruttonationalindkomsten større end bruttonationalproduktet. Man undervurderer derfor danskernes indkomst ved at se på BNP i stedet for BNI. For et land som Irland, der har store årlige nettobetalinger af formueindkomst til udlandet, er forholdet omvendt: Irlands BNP er større end dets BNI.

### Realindkomst er ikke et nøjagtigt mål for velfærd
Sidst, men ikke mindst er materiel velstand kun ét af mange forskellige forhold, der påvirker den generelle levestandard og velfærd i en befolkning. Klima, forurening, socialt netværk, sundhed, kriminalitet, frihed, fritid, arbejdsforhold, indkomstfordeling og graden af økonomisk ulighed har altsammen også betydning for vores levevilkår. Eftersom BNP ikke afspejler sådanne forhold, er det et meget utilstrækkeligt mål for en befolknings generelle levevilkår. Der er derfor fra forskellig side i tidens løb gjort forsøg på at udarbejde alternative og mere dækkende velfærdsmål. Et simpelt eksempel er FN's Human Development Index (HDI). Et andet eksempel er Stiglitz-Sen-Fitoussi-kommissionen, der blev nedsat af den franske præsident Nicolas Sarkozy med en række internationalt anerkendte økonomer som medlemmer, heriblandt Nobelpristagerne Joseph Stiglitz og Amartya Sen. Dens formål var at identificere begrænsninger i BNP som et mål for sociale fremskridt og udarbejde forslag til, hvilken yderligere information der kan anvendes til at udarbejde mere relevante indikatorer for samfundsmæssige fremskridt.

## Internationale sammenligninger
Ved internationale sammenligninger skal der justeres for, at de enkelte landes nationalregnskaber, og dermed også bruttonationalproduktets størrelse, er opgjort i egen valuta, og der skal derfor omregnes til en fælles valuta (ofte euro eller amerikanske dollar for at kunne sammenligne meningsfuldt. Bruger man almindelige (også kaldet markedsbaserede) valutakurser, kan man imidlertid få et forkert billede, hvis formålet er at sammenligne levestandarden i de forskellige lande. Det skyldes, at prisniveauet kan være meget forskelligt i de pågældende lande. Typisk vil man undervurdere levestandarden i fattige lande relativt til rige lande, hvis man benytter markedsbaserede valutakurser. For at undgå dette problem kan man anvende såkaldt købekraftskorrigerede valutakurser, som er konstrueret sådan, at de vil tage højde for dette forhold. Kursen på en købekraftskorrigeret amerikansk dollar er altså beregnet sådan, at man kan købe den samme mængde varer for den i hvert land.

## Danmarks bruttonationalprodukt i tal
Det officielle tal for Danmarks bruttonationalprodukt offentliggøres af Danmarks Statistik. Det offentliggøres både i løbende priser (årets priser) og i faste priser, dvs. hvor der er renset for inflationen. Vil man sammenligne BNP's udvikling over flere år, er det mest hensigtsmæssigt at sammenligne beløbene i faste priser, der dermed angiver realvæksten i BNP. P.t. anvender Danmarks Statistik prisniveauet i 2010 som sammenligningsgrundlag. De nedenstående tal i tabellen stammer fra Danmarks Statistikbank:
| År   | Mia. kr. i 2010-priser | Mia. kr. i årets priser |
| ---- | ---------------------- | ----------------------- |
| 2013 | 1.856,5                | 1.929,7                 |
| 2014 | 1.886,5                | 1.981,2                 |
| 2015 | 1 930,7                | 2.036,4                 |
| 2016 | 1 977,0                | 2.100,2                 |
| 2017 | 2 021,8                | 2.178,1                 |

Målt pr. indbygger var Danmarks BNP i 2017 377.700 kr. i årets priser. I forhold til fem år tidligere var det en stigning på 38.700 kr. i løbende priser og omkring det halve i faste priser, hvor inflationen er fratrukket. På grund af den økonomiske vækst, der i sidste ende især skyldes produktivitetsstigninger som følge af teknologiske fremskridt, stiger BNP pr. indbygger normalt over tid. Under større konjunkturtilbageslag kan tallet dog blive mindre. I 2008 og 2009 under den økonomiske krise faldt beløbet med godt 20.000 kr. i alt i faste priser, og i årene 2011-13 holdt tallet sig stort set konstant. Først i 2016 nåede niveauet for BNP pr. capita i faste priser igen over det hidtidige topniveau fra det sidste før-kriseår 2007.

## Revisioner af tallene
Danmarks Statistik offentliggør jævnligt revisioner af de seneste års BNP-tal. Med en række års mellemrum foretages desuden såkaldte hovedrevisioner, hvor der foretages mere grundige revisioner af principper, metoder og datagrundlag. Den seneste hovedrevision er blevet foretaget i efteråret 2014 som følge af en fælles EU-bestemmelse. Den resulterede i en opjustering af BNP-niveauet i årene 1966-2013 i størrelsesordenen halvanden til tre procent i hvert år. Opjusteringen skyldtes ikke mindst, at udgifter til forskning og udvikling nu betragtes som en investering - og dermed indgår i BNP - i stedet for forbrug i produktionen. Tidligere hovedrevisioner er blevet foretaget i 1998 og 2005.

## Beslægtede nationalregnskabsbegreber
Parallelt til bruttonationalproduktet findes to andre tætbeslægtede begreber, nemlig bruttoværditilvæksten og bruttofaktorindkomsten. Alle tre begreber måler samfundets værditilvækst, men anvender forskellige priser. Bruttonationalproduktet måler værditilvæksten i markedspriser, mens bruttoværditilvæksten anvender basispriser, og bruttofaktorindkomsten måler værditilvæksten i faktorpriser. De tre prisbegreber adskiller sig ved, at de i forskellig grad medtager de afgifter som moms og punktafgifter, der pålægges varerne. Markedspriser er de priser, man som forbruger står overfor i butikkerne, og indeholder derfor alle afgifter. Faktorpriser medregner overhovedet ikke nogen afgifter. Bruttofaktorindkomsten (værditilvæksten i faktorpriser) angiver derfor den indkomst, som er tilovers til deling mellem virksomhederne og ejerne af produktionsfaktorerne, især kapital og arbejdskraft, når råvareleverandører og det offentlige har fået deres betaling. Basispriserne udgør en mellemting mellem de to andre prisbegreber, idet de medregner nogle, men ikke alle indirekte skatter: Produktskatter (og -subsidier) medregnes, mens de såkaldte ikke-varetilknyttede afgifter (og subsidier) ikke medregnes. Basispriserne angiver derfor det beløb, der umiddelbart tilfalder sælgerne, når en var sælges i en butik.
Tilsvarende bruttonationalproduktet beregnes også et nettonationalprodukt i nationalregnskabet. Forskellen er lig med den nedslidning af samfundets kapitalapparat, der finder sted i løbet af det pågældende tidsrum. Nedslidningen (afskrivningerne) indgår i brutto-, men ikke i nettonationalproduktet.